# Cryptandra ericoides
Cryptandra ericoides är en brakvedsväxtart som beskrevs av James Edward Smith. Cryptandra ericoides ingår i släktet Cryptandra och familjen brakvedsväxter. Inga underarter finns listade i Catalogue of Life.